# بولا آتومبا
بولا آتومبا (به لاتین: Bula Atumba) یک منطقهٔ مسکونی در آنگولا است که در استان بنگو واقع شده‌است. بولا آتومبا ۱۳٬۴۵۴ نفر جمعیت دارد.